# Phorie
Mit Phorie (phor, φορά, griechisch: das „Getragenwerden“) wird die Stellung der Augen (bzw. ihrer Sehachsen) zueinander bezeichnet. 
- Bei einer Orthophorie sind diese so ausgerichtet, dass ein stabiles Muskelgleichgewicht zwischen beiden Augen besteht und auch bei Unterbrechung des Binokularsehens die Sehachsen nicht voneinander abweichen und auf ein fixiertes Objekt gerichtet bleiben.
- Heterophorie ist der medizinische Fachausdruck für ein latentes, also verstecktes Schielen. Untersuchungsabhängig kann man zwischen einer dissoziierten und assoziierten Heterophorie unterscheiden. Es gibt horizontale, vertikale und zyklorotatorische Formen. Zudem wird eine Heterophorie ohne Beschwerden auch Normophorie oder asymptomatische Heterophorie genannt, eine Heterophorie mit Beschwerden Pathophorie oder symptomatische Heterophorie.